# Хамдибеј
Хамдибеј (тур. Hamdibey) је насељено место у округу Демиркој у вилајету Киркларели, Турска. Према попису из 2020. било је 329 становника.
Хамдибеј настањују Бошњаци, чији су се преци доселили 1924. године из Кладнице, Дуге Пољане и Житнића код Сјенице у Санџаку. До грчко-турског рата у Хамдибеју је живело грчко становништво. Село се раније звало Трулија.